# Мармон, Огюст Фредерик Луи
Огюст Фредерик Луи Виесс де Мармон, герцог Рагузский (фр. Auguste Frédéric Louis Viesse de Marmont, duc de Raguse, 20 июля 1774 — 22 марта 1852) — маршал Империи (12 июля 1809 года), генерал-полковник конных егерей (с 1 февраля 1805 года по 31 июля 1809 года), герцог Рагузский, пэр Франции (1814). Последний маршал Наполеона по дате смерти. 

## Биография
При осаде Тулона познакомился с Наполеоном, с 1796 года был его адъютантом (1796—1798), с 1798 бригадный генерал, сопровождал его в Египет и Сирию, принимал живое участие в перевороте 18 брюмера, затем почти во всех наполеоновских войнах.

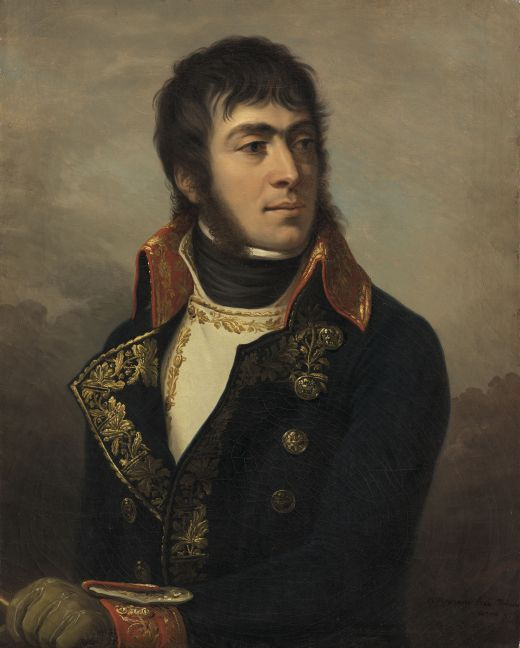
Огюст Мармон кисти Андреа Аппиани (1798)

В 1800 командующий артиллерией итальянской армии, дивизионный генерал. После Пресбургского мира во главе корпуса был послан в Далмацию, где потерпел поражение при Кастельнуово (1807) от русских и черногорцев. 
В войне Пятой коалиции он нанес поражение австрийским войскам в Далматинской кампании в мае 1809 года и захватил командующего противника. Выйдя из Далмации, в начале июня он достиг Любляны (Лайбах). В 1809 году был присвоен чин маршала. 

Герб герцога Рагузского

С титулом герцога Рагузского (по итальянскому названию города Дубровник — Рагуза, ныне в составе Хорватии) он до 1811 года управлял сперва Рагузской (Дубровницкой) республикой, потом, после её присоединения к Иллирийским провинциям — последними.
Назначенный в 1811 году главнокомандующим французскими войсками в Португалии, он был разбит Веллингтоном и тяжело ранен при Саламанке, (22 июня 1812 года). В 1813—1814 годах командовал 6-м корпусом французской армии, участник Саксонского похода.
31 марта 1814 года Мармон, вместе с маршалом Мортье, подписал договор о сдаче Парижа русской армии, из-за чего его обвинили в измене. Именно с этих пор слово «Рагуза» стало во Франции синонимом слова «предатель», а во французском языке появился глагол «raguser», что в переводе означает подло предать.
Это вынудило Наполеона подписать акт об отречении, после чего Мармон вскоре перешёл на сторону Бурбонов. Был сделан пэром и во время Ста дней сопровождал короля Людовика XVIII в Гент.
В 1817 году он подавил беспорядки в Лионе; в 1826 году был официальным представителем Франции в Москве на коронации императора Николая I.
27 июля 1830 года, ввиду надвигавшейся Июльской революции, Мармон был назначен главнокомандующим войсками Парижского гарнизона. Это назначение человека, крайне непопулярного и считавшегося одной из верных опор реакции, содействовало обострению кризиса. На самом деле, однако, Мармон был решительным противником правительственных указов от 26 июля, ставших непосредственным толчком для июльской революции, и теперь настойчиво советовал королю уступить. Во время борьбы он действовал без большой энергии и вступил в переговоры с революционерами. В придворных кругах он вызвал даже подозрение в измене. 29 июля он был заменён герцогом Ангулемским.
После торжества революции он бежал вместе с Карлом Х из Франции и с тех пор жил то в Австрии, то в Италии, где и умер.

## Награды
- Орден Почётного легиона, большой орёл (2.02.1805)
- Орден Почётного легиона, командор (14.06.1804)
- Орден Почётного легиона, легионер (2.10.1803)
- Орден Святого Духа, командор (30.09.1820)
- Орден Святого Людовика, большой крест (24.08.1820)
- Орден Святого Людовика, командор (3.05.1816)
- Орден Святого Людовика, кавалер (1.06.1814)
- Орден Железной короны, командор (Австрия, 18.11.1817)
- Рыцарский орден Золотого орла, большой крест (Королевство Вюртемберг, 02.1806)
- Орден Железной короны, командор (Королевство Италия, 2.06.1805)
- Орден Святого Андрея Первозванного (Россия, 13.09.1826)[2]
- Орден Святого Александра Невского (Россия, 13.09.1826)

## Сочинения
Сочинения Мармона: «Esprit des institutions militaires» (Сущность военных утверждений), перевод в издании «Военная библиотека». — СПб., 1871. т. 3. с. 462—584.
После его смерти вышли мемуары (Париж, 1856—1857). Они вызвали резкую оценку в книге Laureut, «Réfutation des Mémoires du maré chal M.» (П., 1857). Изданы на русском: «Путешествия маршала Мармона, герцога Рагузского, в Венгрию, Трансильванию, Южную Россию, по Крыму и берегам Азовского моря, в Константинополь, некоторые части Малой Азии, Сирию, Палестину и Египет» / Пер. с франц., изданный Кс. Полевым в 4 т. — М., 1840.
Биография маршала Мармона, Герцога Рагузскаго (перевод)
О Мармоне писали кн. Н. С. Голицын (в журнале «Русская старина», 1881. № 1, с. 38) и К. Я. Булгаков (журнал «Русский архив», 1903, № 7, с. 419).

## Образ в кино
- «Орлёнок[фр.]» (Франция, 1931) — актёр Жорж Колин[фр.]
- «Герцог Рейхштадтский[фр.]» (Германия, Франция, 1931) — актёр Курт Эрле[нем.]
- «Удивительная судьба Дезире Клари[фр.]» (Франция, 1942) — актёр Морис Тейнак
- «Наполеон: путь к вершине» (Франция, Италия, 1955) — актёр Жан-Марк Энтони[фр.]